# 샘 모시
새미 사예드 모시(영어: Samy Sayed Morsy, 1991년 9월 10일 ~ )는 이집트의 축구 선수로, 현재 쿠웨이트 프리미어리그의 쿠웨이트 SC에서 수비형 미드필더로 활약하고 있다.